# St. Judas Thaddäus (Stockheim)

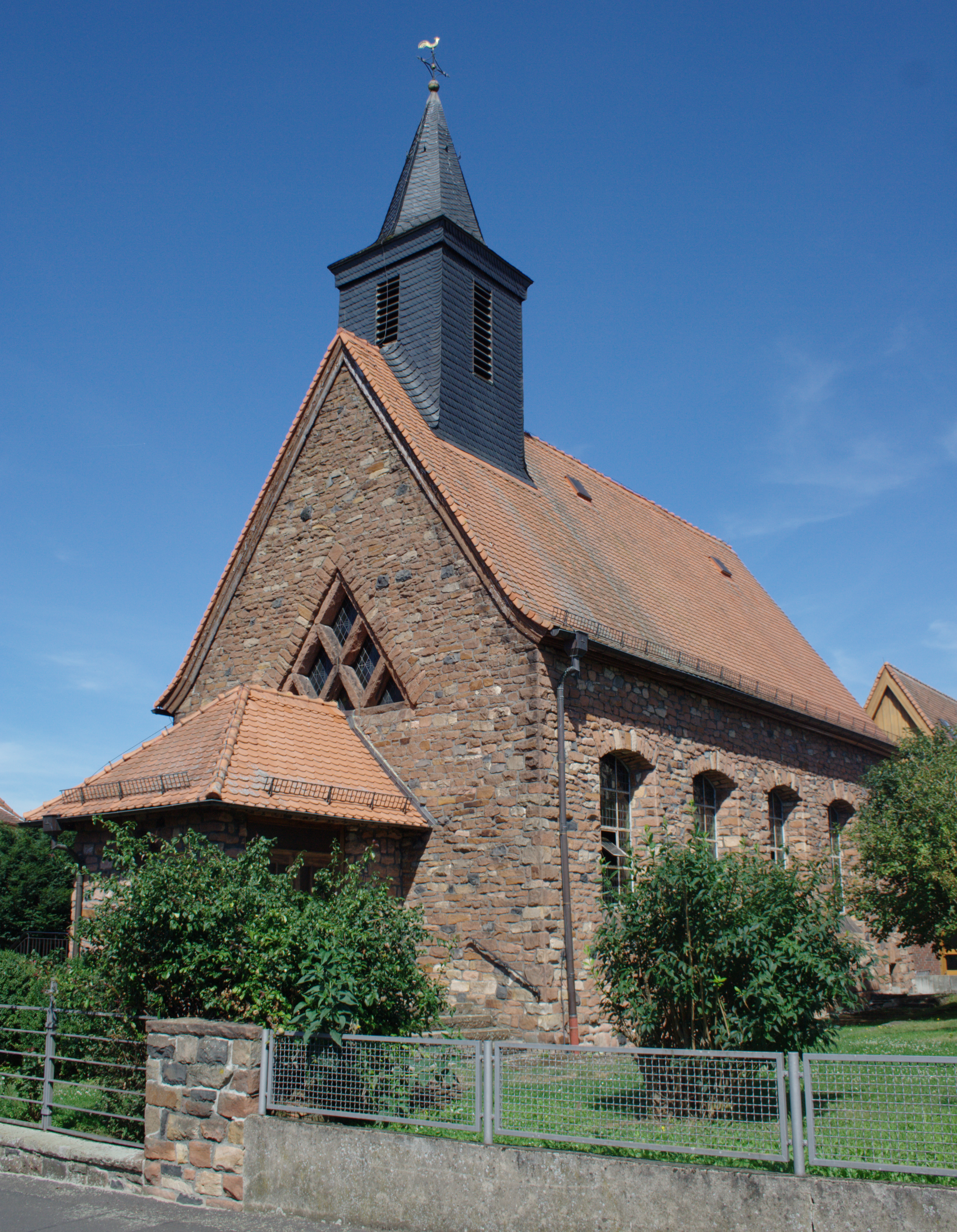
St. Judas Thaddäus (Stockheim)

Die römisch-katholische, denkmalgeschützte Kirche St. Judas Thaddäus steht in Stockheim, einem Ortsteil der Gemeinde Glauburg im Wetteraukreis in Hessen. Die Kirchengemeinde gehört zur Pfarrei St. Christophorus vor dem Vogelsberg in der Region Oberhessen des Bistums Mainz.

## Beschreibung
Das Gebäude aus Bruchstein ist mit einem Satteldach aus Ziegeln gedeckt, der Dachreiter mit einem spitzen Turmhelm ist mit Schiefer verkleidet. An der Ost- und an der Westseite öffnet sich jeweils ein Dreiecksfenster, das mit drei Rauten und drei Dreiecken untergliedert ist.
An das Kirchenschiff, aus dessen Satteldach sich ein quadratischer, schiefergedeckter, mit einem achtseitigen spitzen Helm bedeckter Dachreiter erhebt, schließt sich ein eingezogener, gerade abgeschlossener Chor an.
Die im Stil des Expressionismus erbaute Saalkirche ist nach Judas Thaddäus, einem der zwölf Apostel Jesu, benannt. Sowohl die Orgelempore, als auch der Hochaltar und die Türen zu den Seitenräumen wurden von 1925 bis 1927 nach Entwürfen von Rudolf Breuer (1892–1964) in den Formen des Art déco durchgestaltet.
Kirchenschiff und Chor sind mit Tonnengewölben überspannt.
Das Altarretabel im Chor wurde 1926 von Paul Seiler gestaltet. Die Bilder des Triptychons zeigen in der Mitte Judas Thaddäus, links Petrus Canisius und rechts Bonifatius. Judas Thaddäus und Bonifatius sind auch in den Fenstern auf der rechten Seite dargestellt. Ende der 1960er Jahre wurde die Deckenmalerei im Kirchenschiff, in der die vier Evangelisten mit ihren Symbolen abgebildet sind, mit weißer Dispersionsfarbe übertüncht. Außerdem wurde das Triptychon zerlegt. Auf Anordnung des Bischöflichen Dezernates für Bau- und Kunstwesen wurde im Februar 1995 damit begonnen, anhand von Fotografien den ursprünglichen Zustand der Kirche zu rekonstruieren.